# Hospital del Sur de Tenerife
Hospital del Sur de Tenerife (L'Ospedale Tenerife Sud) si trova nel comune di Arona, nel sud dell'isola di Tenerife (Isole Canarie, Spagna). Si tratta di un ospedale di secondo livello e quindi allo stesso livello degli ospedali insulari delle isole minori dell'arcipelago delle Canarie.
È un centro sanitario dipendente dall'Hospital Universitario Nuestra Señora de Candelaria (Santa Cruz de Tenerife), ed è un centro che copre i comuni del sud dell'isola di Tenerife.